# Hockenhorn
Hockenhorn – szczyt w Alpach Berneńskich, części Alp Zachodnich. Leży w Szwajcarii, na granicy kantonów Valais i Berno. Należy do głównego łańcucha Alp Berneńskich. Można go zdobyć ze schroniska Lötschenpasshütte (2690 m) lub Balmhornhütte (1956 m).
Pierwszego odnotowanego wejścia dokonał Arthur Thomas Malkin w sierpniu 1840 r.